# ヴィントゥアン県

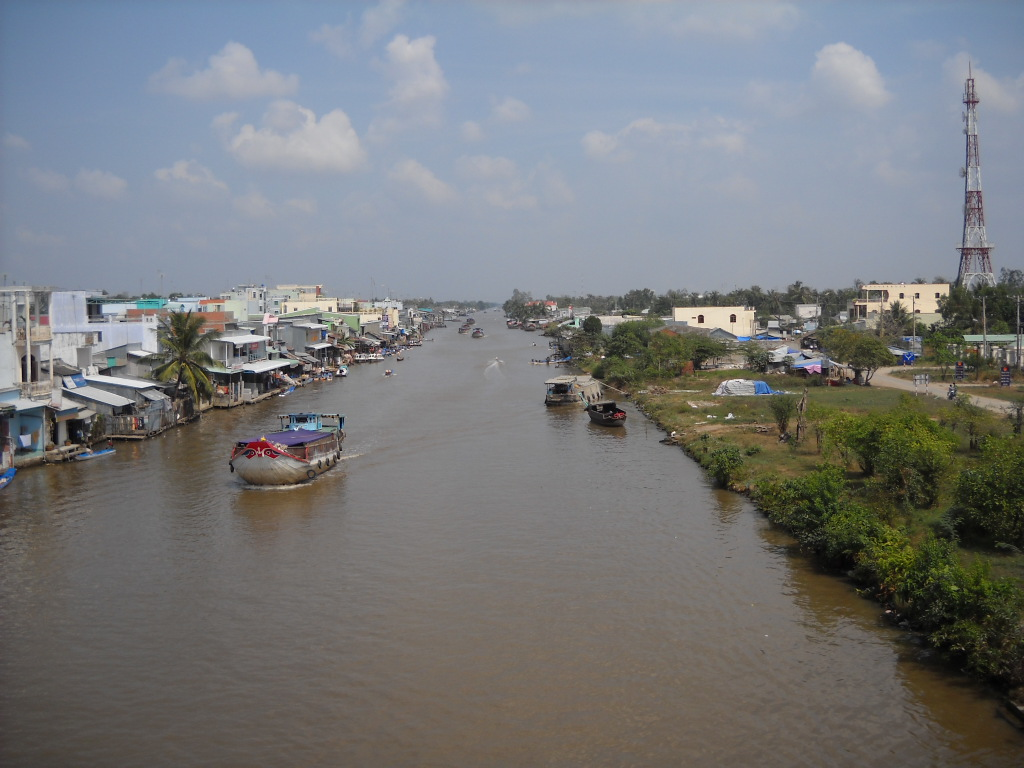

ヴィントゥアン県（ヴィントゥアンけん、ベトナム語：Huyện Vĩnh Thuận / 縣永順?）は、ベトナム社会主義共和国キエンザン省の県。面積は394.8km²、人口は133,539人（2018年）である。

## 行政区画
1市鎮7社から構成される。